# モリモンド
モリモンド（伊: Morimondo）は、イタリア共和国ロンバルディア州ミラノ県にある、人口約1,000人の基礎自治体（コムーネ）。

## 地理

### 位置・広がり

#### 隣接コムーネ
隣接するコムーネは以下の通り。括弧内のPVはパヴィーア県所属を示す。
- アッビアテグラッソ
- ベザーテ
- ブッビアーノ
- カゾラーテ・プリーモ (PV)
- グード・ヴィスコンティ
- オッツェロ
- ロザーテ
- ヴェルメッツォ・コン・ゼーロ (ヴェルメッツォ, ゼーロ・スッリゴーネ)
- ヴィジェーヴァノ (PV)

### 地震分類
イタリアの地震リスク階級 (it) では、4 に分類される
。

## 行政

### 分離集落
モリモンドには、以下の分離集落（フラツィオーネ）がある。
- Basiano, Campagna, Cascina Cipriani, Cerina di Mezzo, Cerina di Sopra, Cerina di Sotto, Caselle, Conca, Coronate, Fallavecchia, Fiorentina, Fornace, Lasso, Molino dell'Ospitale, Perdono, Prato Ronco, Sega, Ticinello

## 文化・観光
「イタリアの最も美しい村」クラブ加盟コムーネである。
村の南の外れにある修道院はモリモンド修道院といい、1134年、シトー会の子院のひとつモリモン修道院から派遣された修道士らによって設立された。設立後はすぐに存在感を現し、ミラノ南部一帯の農業育成に一役かった。1400年代ごろからは地域への影響度を弱めていき、1799年にはナポレオンの政策により財産召し上げの上、修道士は追放された。修道士が戻ってきたのは1952年のことであった。
2013年現在も現役の修道院として機能している一方、観光客も受け入れている。
外観はロンバルディア・ロマネスクの特徴であるロンバルディア帯が見られるが、内部には尖頭リヴ・ヴォールトや、3廊式の外陣を仕切る尖頭アーチといった、ゴシックの要素も見られる。

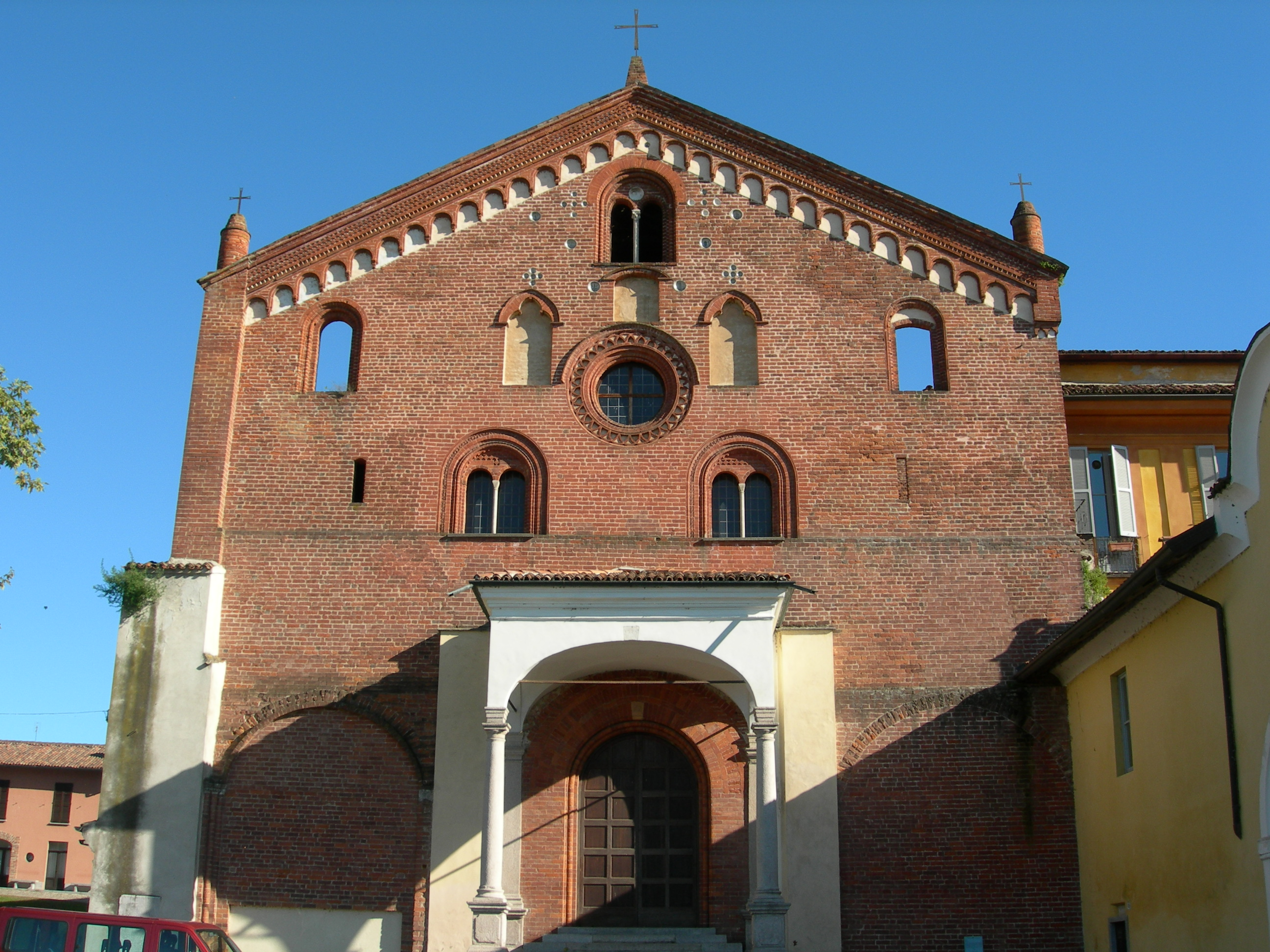
モリモンド修道院のファサード。
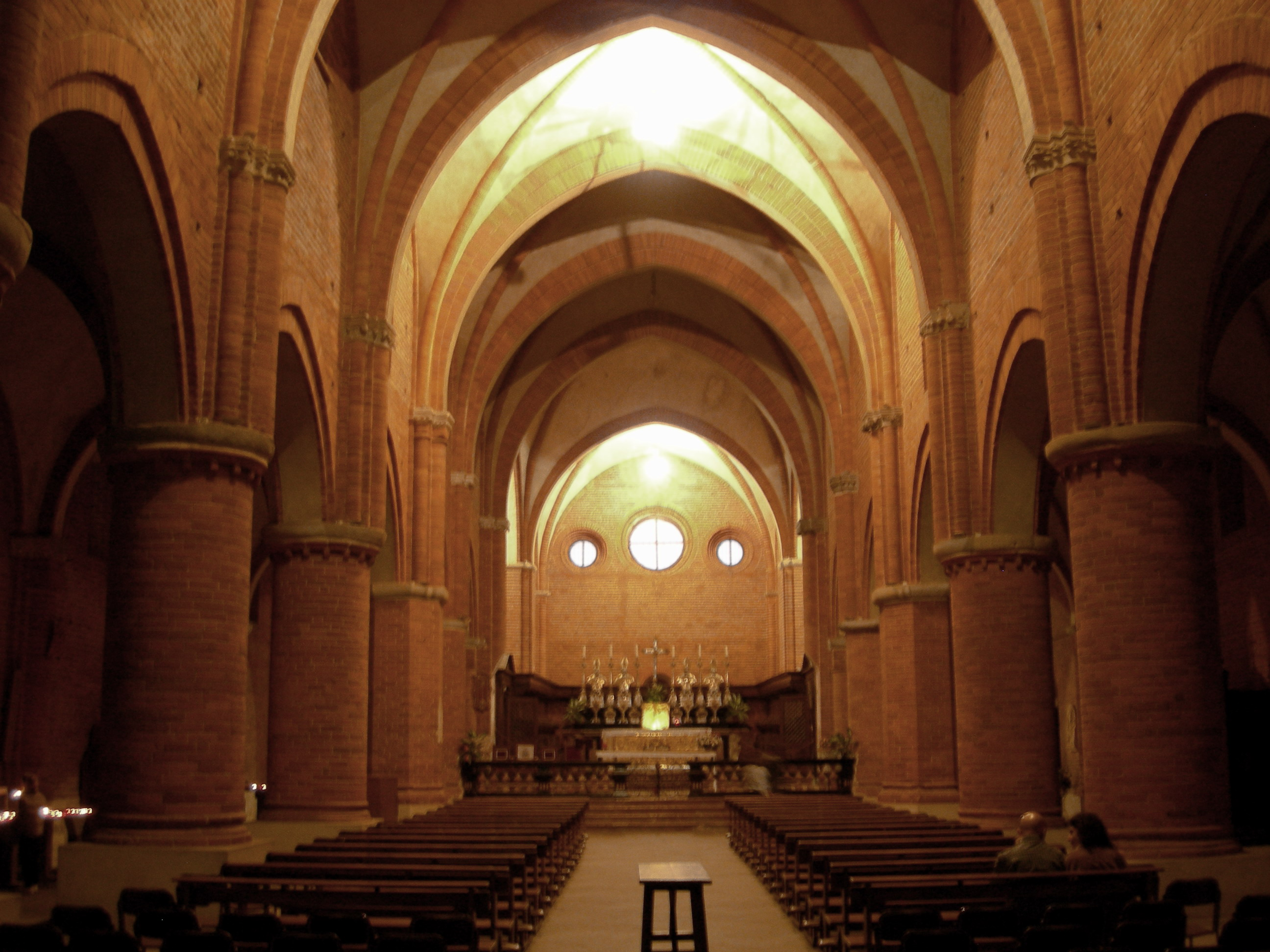
モリモンド修道院の内部（身廊）。